# Obciążenie toku
Obciążenie toku – występowanie akcentu na sąsiednich sylabach wersu. W szczególności obciążeniem toku nazywa się występowanie dodatkowych, niemetrycznych akcentów w wierszu sylabotonicznym.